# Dunkerque

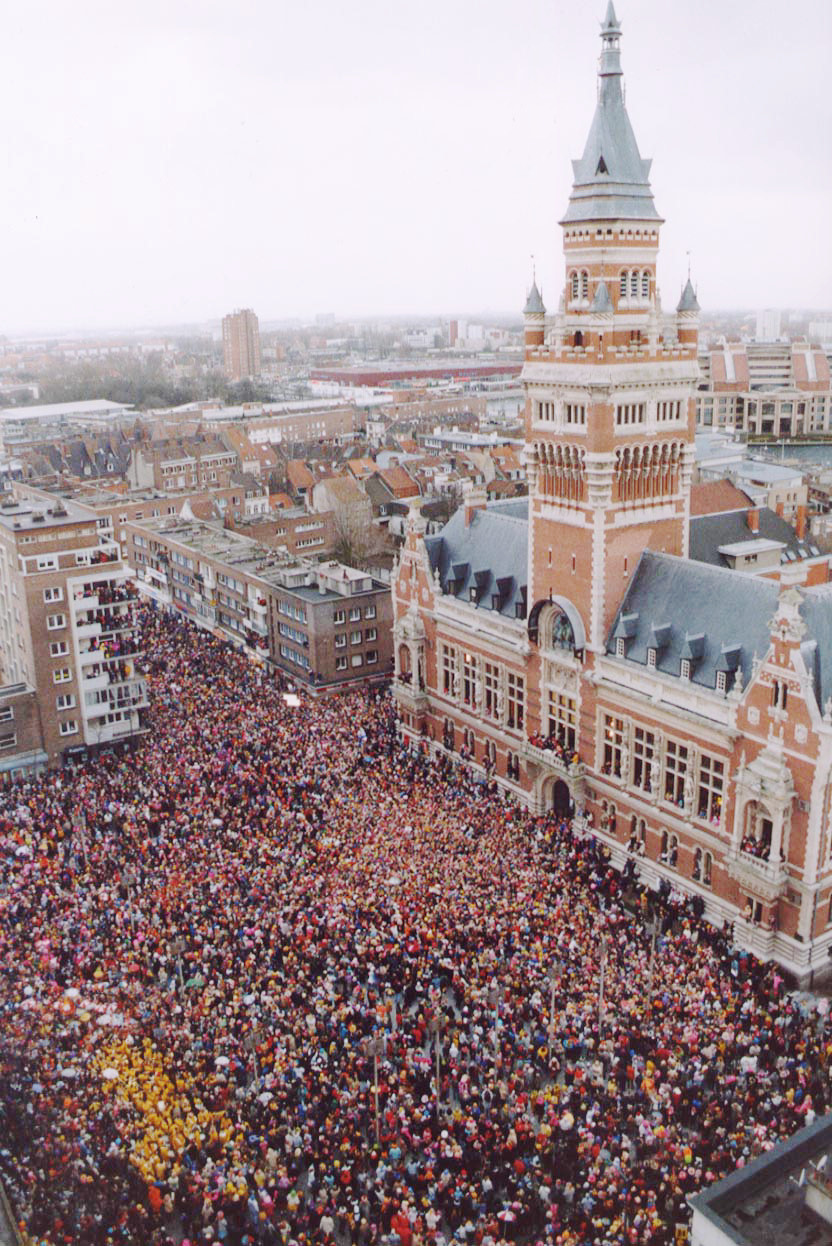
A városháza egy karnevál idején

Dunkerque (IPA: [dœ̃kɛʁk]ⓘ, németül: Dünkirchen, angolul: Dunkirk, hollandul: Duinkerke, flamandul: Duynkercke vagy Duunkerke) város Franciaország északi részén, Nord-Pas-de-Calais régióban, Nord megyében.
A város közelében a flandriai tengerpart homokos, dűnés, csak néhány helyen alkalmas kikötőnek. Dunkerque, amelynek flamand neve a dűnék templomát jelenti, ma Franciaország harmadik legnagyobb tengeri kikötője.

## Fekvése
Lille-től 70 km, Calais-tól 40 km-re fekvő település.

## Története
Birtoklásáért a 17. századig sok csata folyt. A középkorban a Flamand grófság része volt, 1543-ban egész Németalfölddel együtt a Habsburg-ház spanyol ágának birtokába került. Az 1635–1659 között folyó francia–spanyol háború során, 1658. május 25-én Turenne marsall ostrommal bevette. Az 1657-es titkos angol-francia szövetségi szerződés értelmében XIV. Lajos még aznap átadta az angoloknak, helytartója Sir William Lockhart (1621–1675) lett, Oliver Cromwell személyes követe, unokahúgának férje. 1662. október 27-én XIV. Lajos jelentős összegért megvásárolta Angliától, így került végérvényesen francia kézbe. XIV. Lajos várépítője, Vauban marsall sürgősen meg is erődítette. Itt volt a támaszpontja a király szolgálatába szegődött kalóznak, Jean Bartnak.
Dunkerque nevét mindenekelőtt 1940-ben ismerte meg a világ. A második világháborúban a brit és a francia alakulatokat a németek a tengernek szorították. Ekkor Nagy-Britannia lakossága összefogott, és minden elképzelhető vízi járművet elindított a megmentésükre a Dinamó hadművelet keretében. Május 25. és június 4. között mintegy 350 000 katonát és menekültet vittek át a La Manche túloldalára, állandó bombázás, tüzérségi tűz közben. A város szinte teljesen elpusztult a harcokban, de gyorsan újjáépült.
Ipari kikötője alkalmas a legnagyobb kőolajszállító hajók fogadására, de jelentős a halászkikötője is. Innen indulnak komphajók Nagy-Britanniába, elsősorban Ramsgate irányába. Jelentős ipar is települt a kikötő közelébe (kőolaj-feldolgozó, kohászati vállalatok).

## Látnivalók
- Port – a hatalmas tengeri kikötő, keleti és nyugati részből áll.
- Hôtel de ville – a 20. század elején épült a városháza. 75 méter magas tornya tetején kilátó van, innen jól át lehet tekinteni a kikötő mozgalmas életét.
- Beffroi – harangtorony, 1440-ben épült, egy 16. században leégett templom tornya volt. Harangjátékának 48 hangja minden órában eljátssza Jean Bart kantátáját.
- Église Saint-Éloi – a 16. században épült templom, beceneve „cathédrale des sables” (a dűnék székesegyháza).
- Lieu d’art et action contemporaine de Dunkerque, korábbi nevén Musée d’Art Contemporain – a Kortárs Művészet Múzeuma, a modern betonépület, üvegcsúcsokkal Jean Willerval alkotása. A múzeum 700 olyan alkotást mutat be, amelyek különböző adók címén kerültek a francia állam tulajdonába, egy részük magángyűjtemény, illetve adomány volt. Közöttük látható Vásárhelyi Győző több műve is.

## Galéria

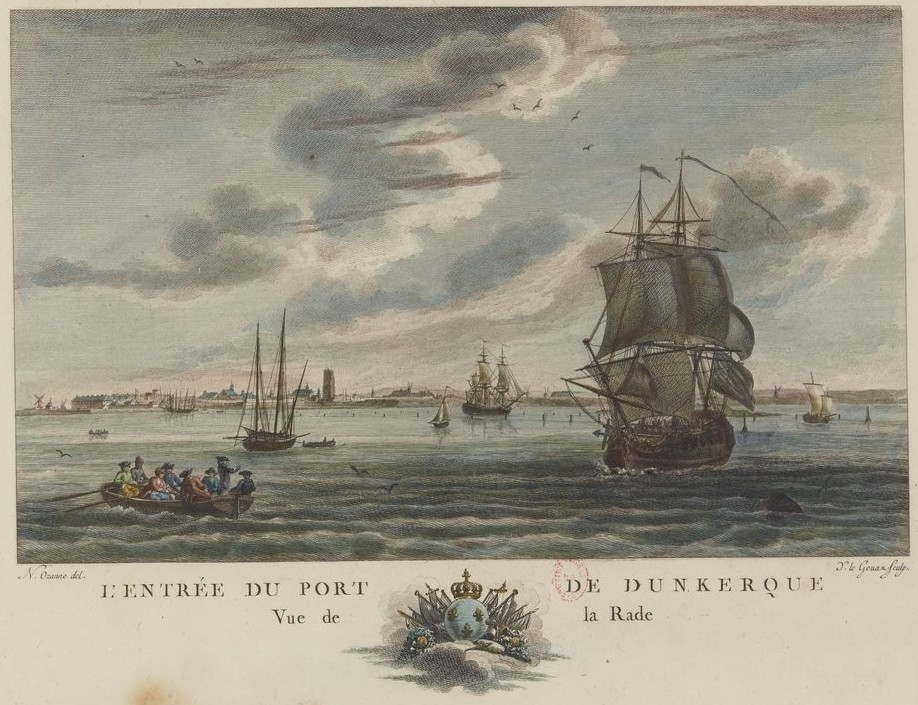
Dunkerque 1776-ban
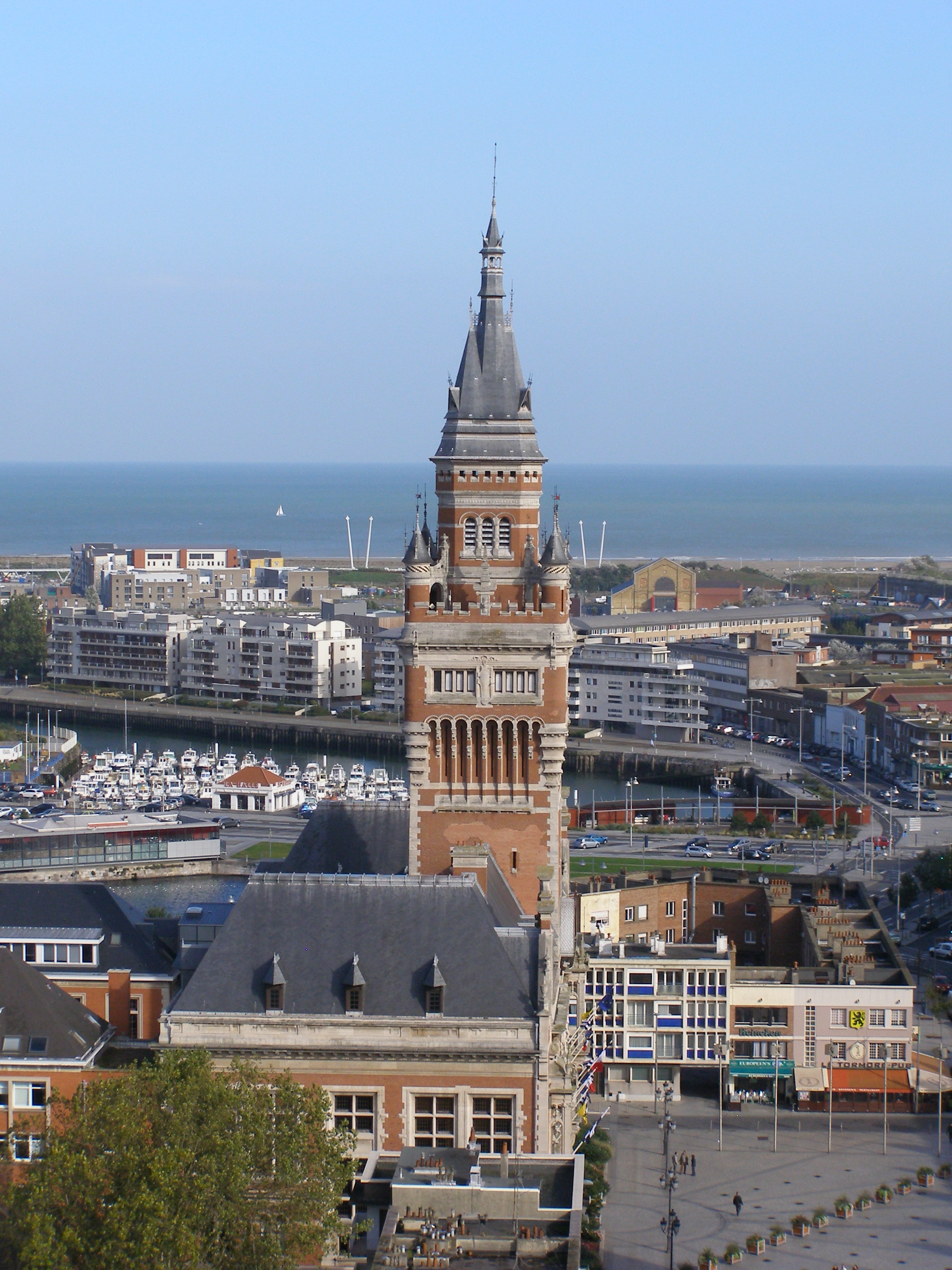
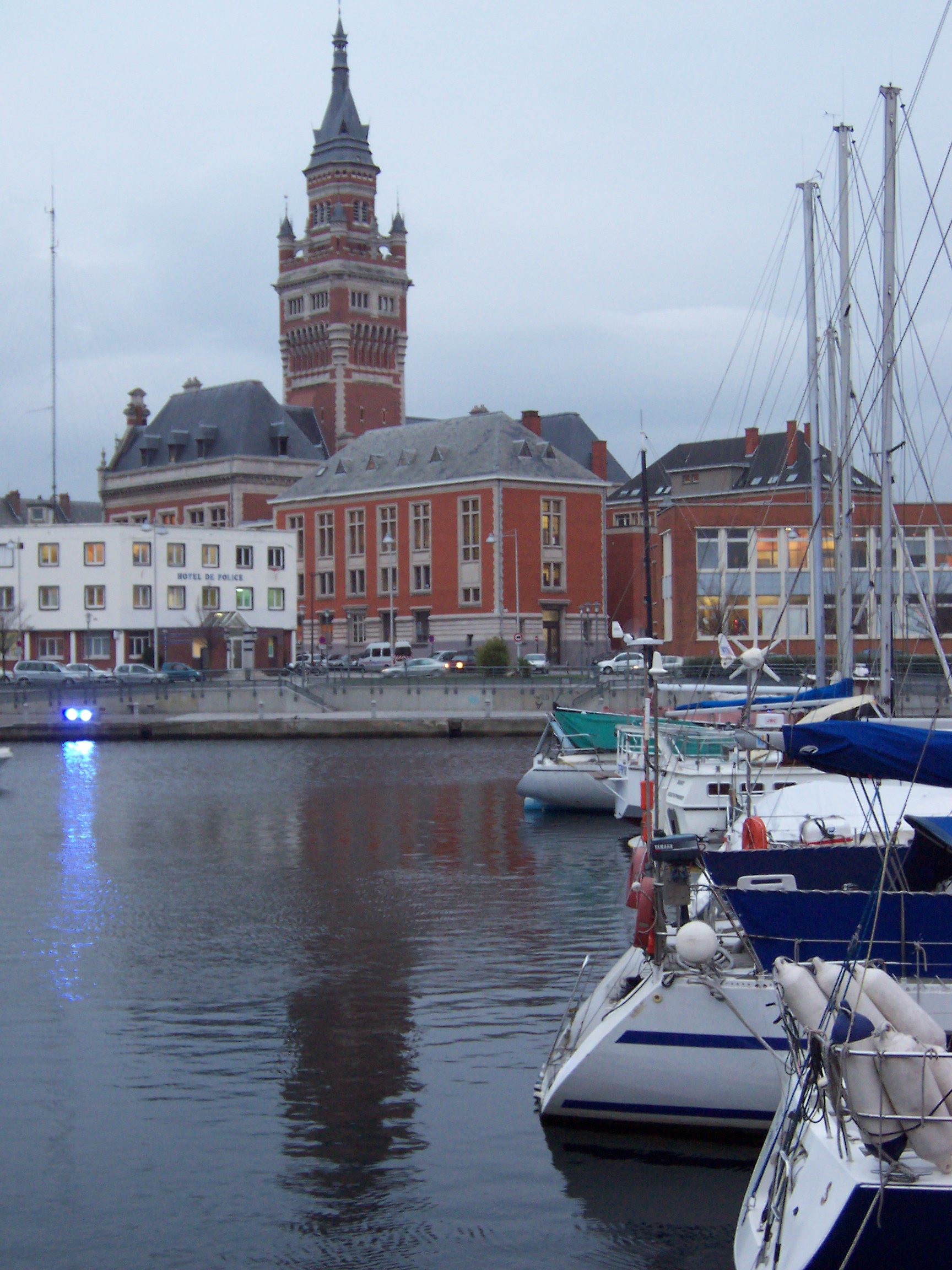
A város a tengerről nézve
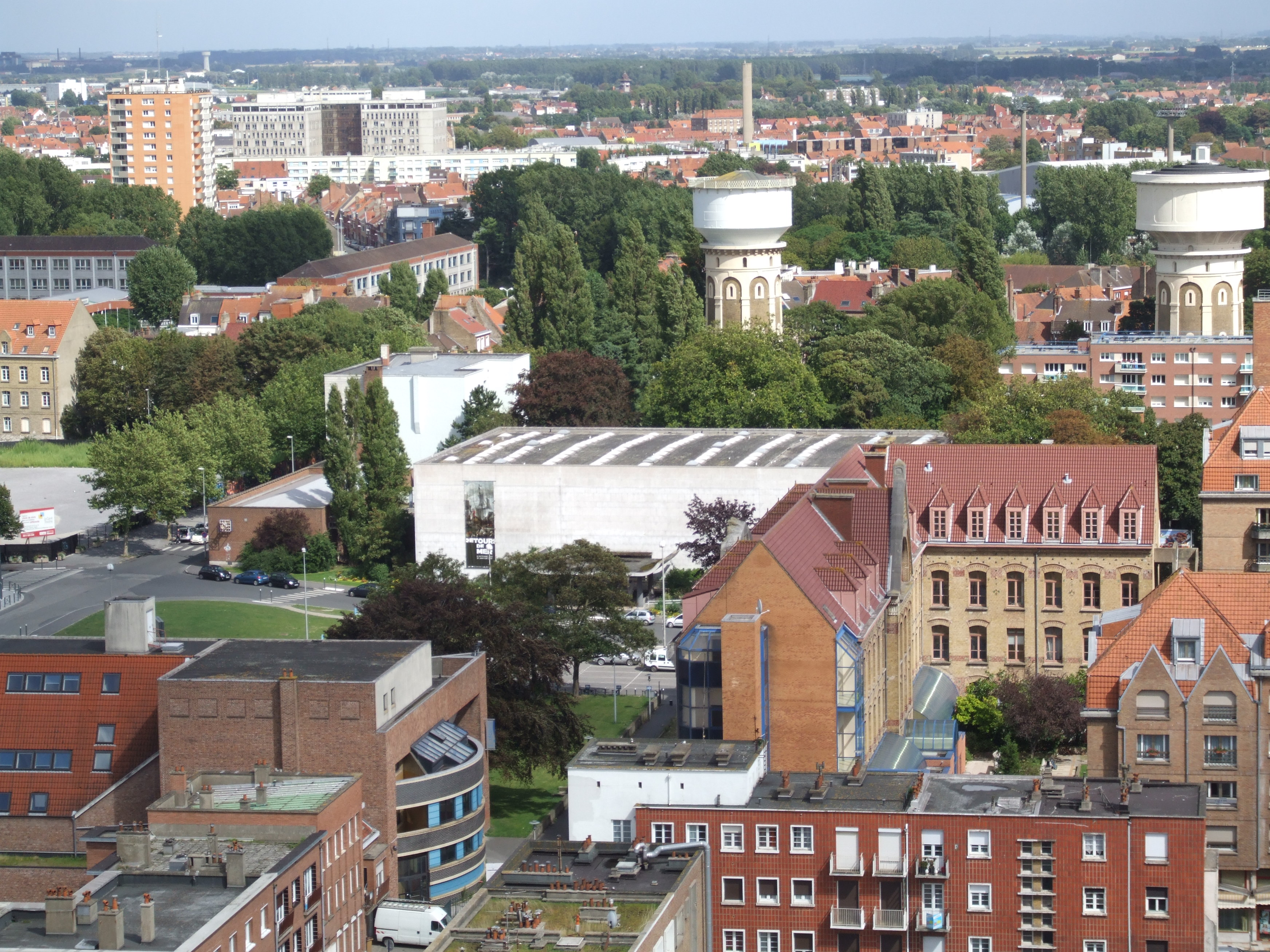
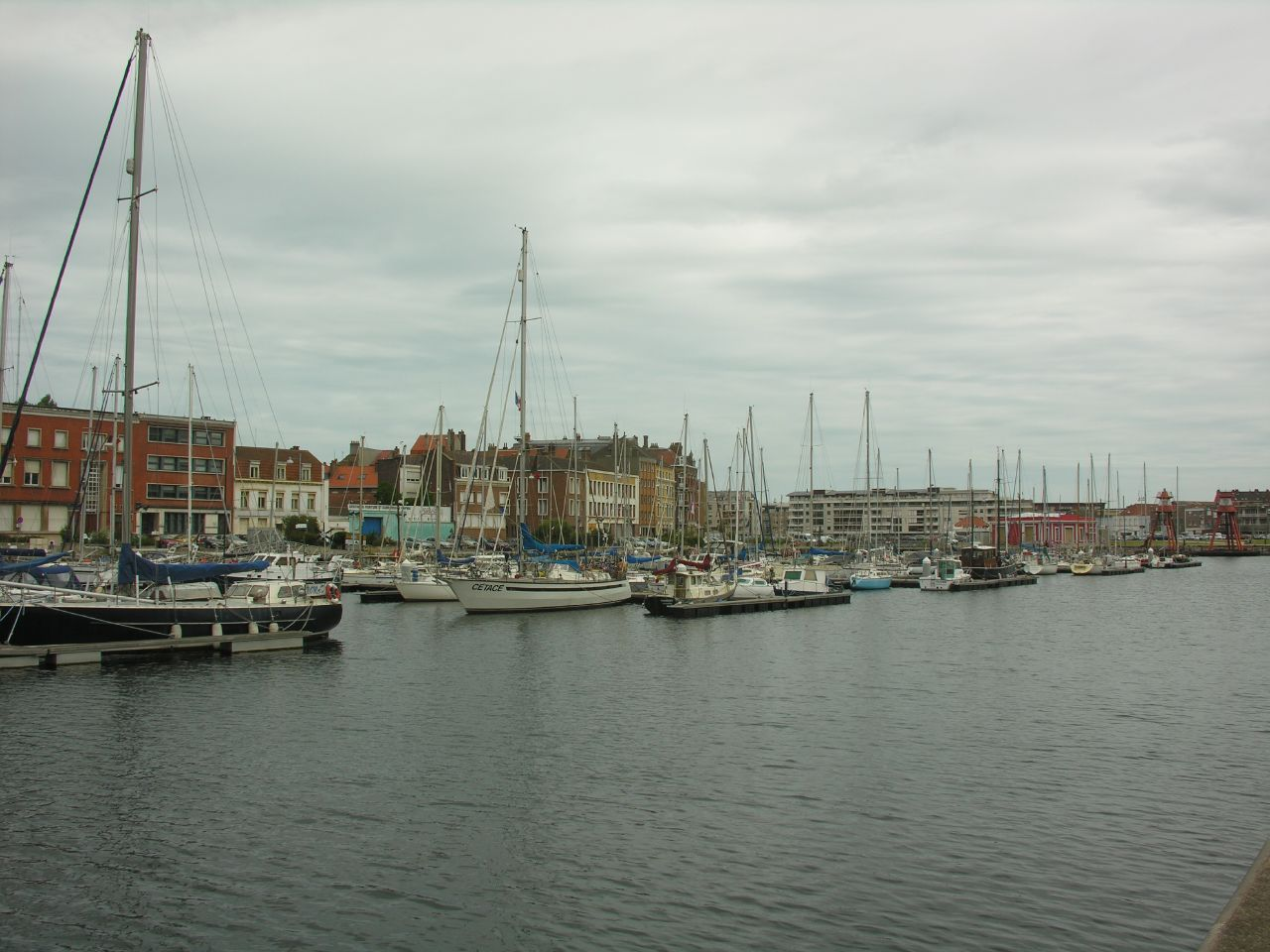
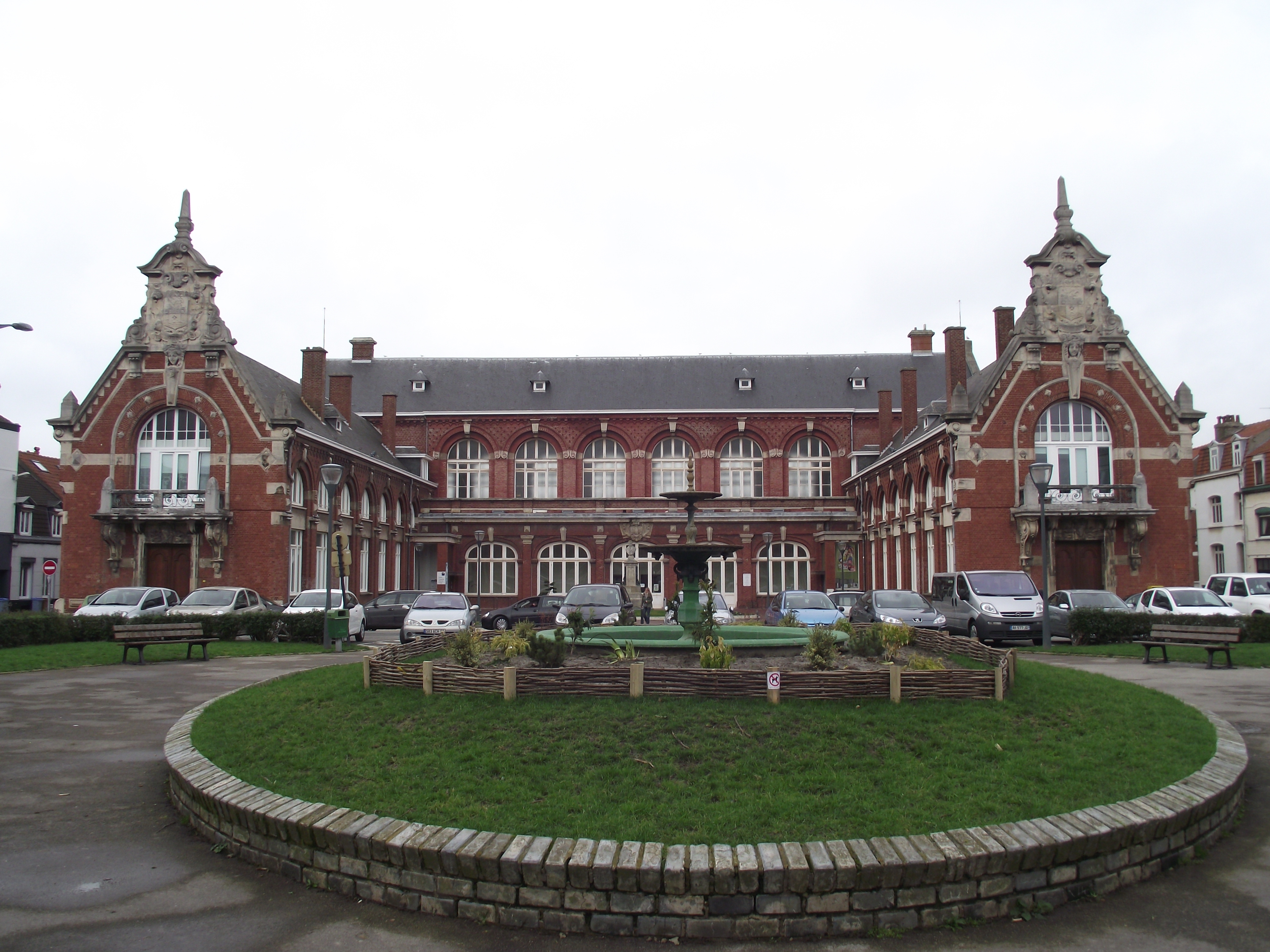
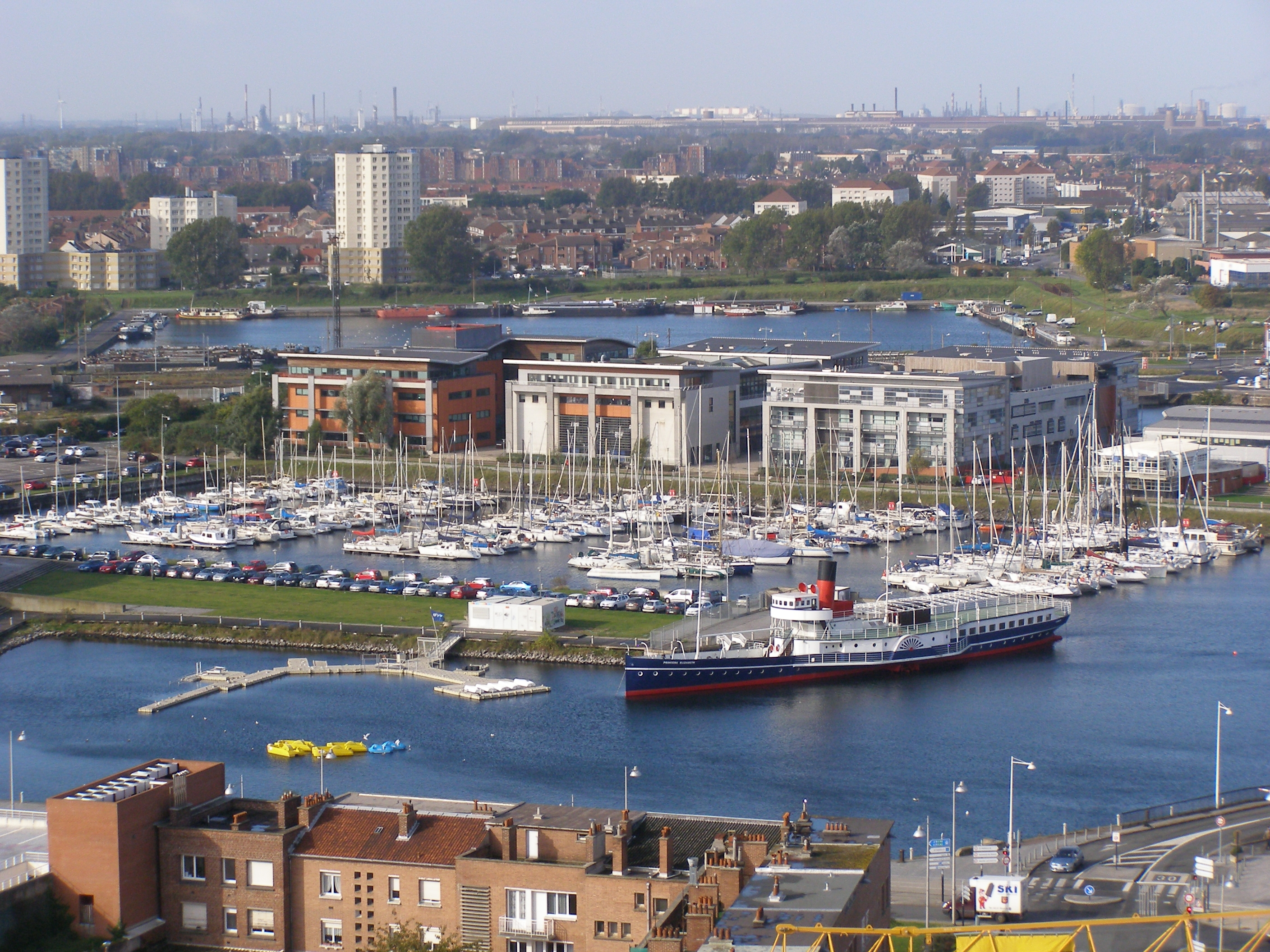
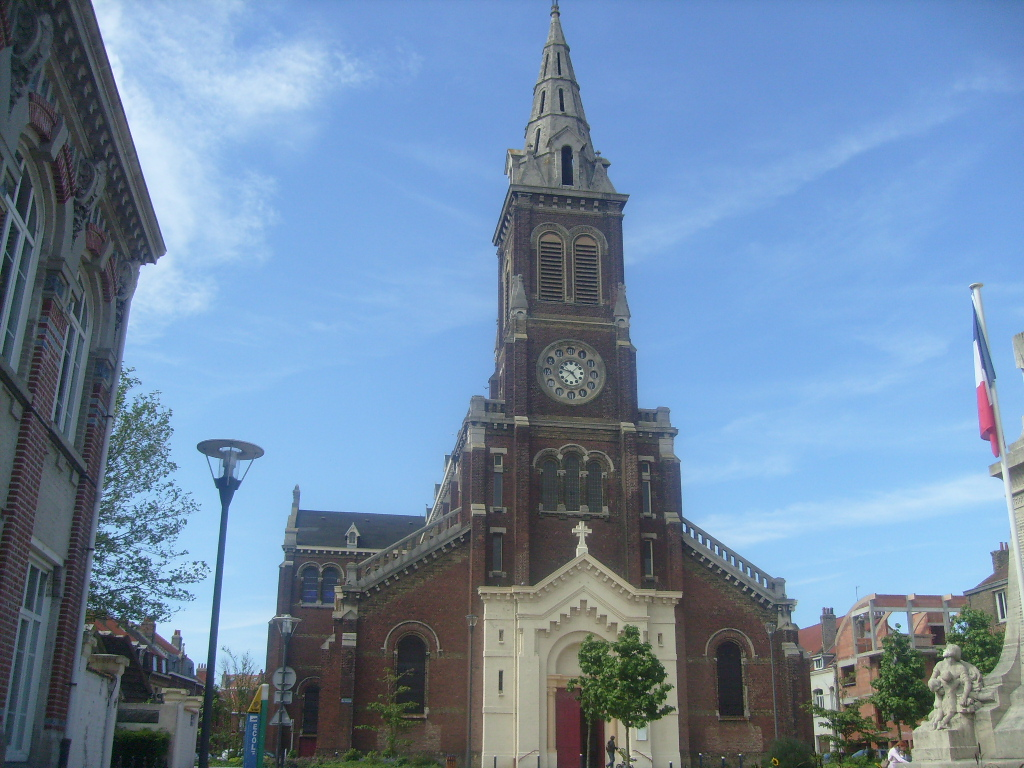
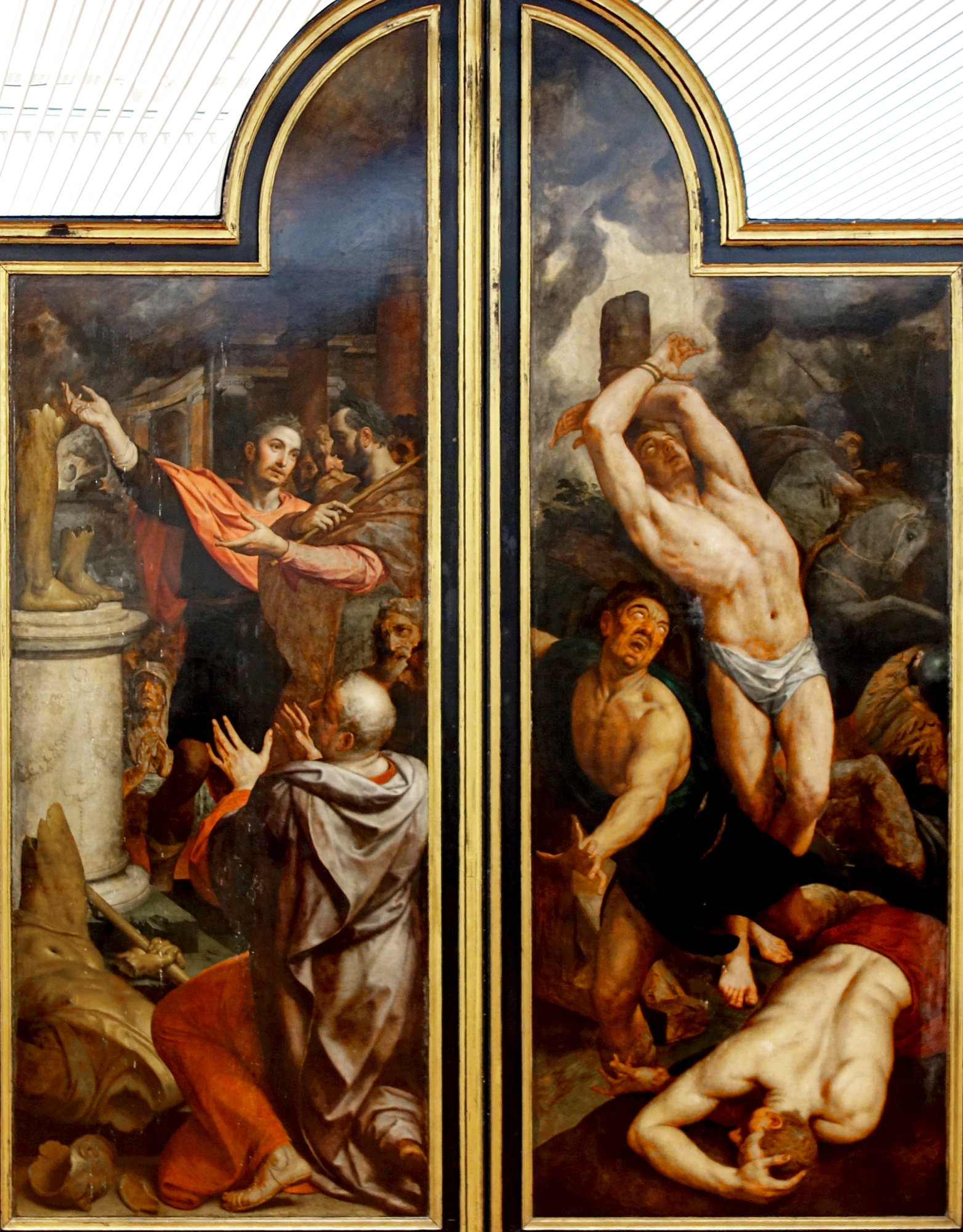

## Testvérvárosi és partnerrégiós kapcsolatok
Testvérvárosok
- Rostock, 1960 óta.
- Riga, 1960 óta.
- Krefeld, 1974 óta.
- Middlesbrough, 1976 óta.
- Vitória
- Corumbá
- Gáza
- Ramat HaSharon

Partnerrégiók
- Dartford, 1988 óta.
- Thanet, 1993 óta.